# Gust dobândit
Un gust dobândit este aprecierea unei mâncări sau a unei băuturi care este puțin probabil sa fie gustată cu plăcere, în parte sau în întregime, de către o persoană care nu a fost expusă în mod substanțial la ea, de obicei din cauza unui aspect nefamiliar al mâncării sau băuturii, de exemplu un miros, gust puternic sau ciudat. Procesul de "dobândire" al gustului implică consumarea mâncării sau băuturii in speranța ca vom învăța să o apreciem. În cele mai multe cazuri se consideră că această perioadă de acomodare merită parcursă, având în vedere că multe din delicatesurile lumii sunt considerate ca fiind gusturi dobândite.
Câteva lucruri considerate ca fiind gusturi dobândite, in special de persoane din afara locului de origine:
- Andouillette - cârnați francezi din burtă.
- Balut - ou de gâscă fiert, fertilizat.
- Casu marzu - cașcaval sardinian conținând larve vii de insecte.
- Ou secular - ou chinezesc special conservat.
- Durian - fruct din Asia de sud-est, cu miros puternic.[1]
- Gueuze - bere belgiană, în stil lambic.
- Hákarl - rechin putrezit din Islanda.
- Huitlacoche - porumb infestat cu mucegai, popular în Mexic.
- Jiló - fruct amar (gătit ca legumă) popular în Brazilia.
- Kutti pi - o mâncare anglo-indiană făcută din fetus de capră.
- Laphroaig - whisky scoțian.
- Lapsang souchong - ceai negru chinezesc afumat.
- Lutefisk - pește alb nordic în leșie.
- Marmite sau Vegemite - cremă făcută din extract de drojdie.
- Nattō - boabe de soia fermentate, din Japonia.
- Salmiakki - bomboane finlandeze/olandeze din sare de amoniu.
- Surströmming - hering suedez fermentat.
- Tempeh - mâncare fermentată făcută din soia, populară în Asia de sud-est.
- Uni - icre de arici de mare.